# 札幌市立宮の森中学校
札幌市立宮の森中学校（さっぽろしりつ みやのもりちゅうがっこう）は、北海道札幌市中央区宮の森1条16丁目にある公立中学校である。

## 概要
1986年（昭和61年）、札幌市立向陵中学校の生徒増加のため移籍し、開校。周りを山に囲まれ、自然溢れた環境の住宅街にある。近隣に大倉山ジャンプ競技場、宮の森ジャンプ競技場、円山動物園などがある。札幌市立宮の森小学校とは約2キロメートル離れている。
部活動では、スキー部が全国大会の常連であったが、現在は存在しない。また、男子バスケットボール部も、全国大会の出場経験がある。
自校生徒や近隣住民は「宮中（みやちゅう）」と呼ぶ。

## 沿革
- 1986年 - 開校
- 1987年 - ドイツ・ミュンヘン市リカルダフーホ校と姉妹校提携
- 1990年 - 開校5周年記念実践研究発表会（全国道徳教育研究大会）
- 1995年 - 開校10周年記念式典
- 1999年 - 「心の教室」相談室竣工
- 2001年 - 北海道教育実践表彰
- 2005年 - 開校20周年記念式典
- 2015年 - 開校30周年記念式典

## 教育目標
自ら立ち ともに生きることを学び 明日を志す生徒
創りだす知性をもつ（知）
学ぶ意欲をもつ（情）
思いやりの心をもつ（意）
逞しい体をもつ（体）
（目標理念 自主・協調・進取）

## 校区
- 札幌市立大倉山小学校、札幌市立三角山小学校、札幌市立盤渓小学校の3つが基本的な校区である[1]。

## 卒業生
- 大島由佳 - 医師、元アナウンサー
- 奥井理 - アマチュア画家。19歳で事故死。市内旭ヶ丘に記念のギャラリーがある
- 奥井迪 - 競輪選手（東京）。元アルペンスキー選手・中学校教員。奥井理は実兄
- 金子祐介 - スキージャンプ選手・指導者
- 千葉勝利 - スキージャンプ選手・指導者
- テツヤ - ミュージシャン（月光グリーンボーカル・ギター）
- 宮嶋克幸 - スケルトン選手、平昌五輪代表
- 宮田愛子 - フリーアナウンサー（元札幌テレビ放送）
- 藤原規眞 - 衆議院議員